# Zabreznik
Zabreznik je naselje v Občini Zagorje ob Savi.